# 함단 알카말리
함단 이스마일 모하메드 알카말리(아랍어: حمدان الكمالي, 1989년 5월 2일 ~ )는 아랍에미리트의 축구 선수로서, 포지션은 센터백이다. 현재 샤바브 알아흘리 클럽에서 활약하고 있다.

## 축구인 경력

### 선수 경력
7살의 나이에 알와흐다 유소년 팀에 입단하였으며 17세가 된 2006년 성인 계약을 맺고 프로 무대에 데뷔하였다. 2009-10 시즌 정규 리그 데뷔전을 치른 후 경기에 자주 모습을 드러내며 2009-10 시즌 총 리그 15경기에 출전하였다. 2010-11 시즌 19경기에 출전하여 2골을 기록하였으며 2010년 FIFA 클럽 월드컵에도 모습을 드러내었다. 이러한 활약을 바탕으로 올랭피크 리옹의 러브콜을 받았으나 구단의 거절로 무산되었다. 하지만 리옹이 영입을 포기하지 않고 알와흐다와 길고 긴 협상을 진행한 끝에 알카말리의 6개월 임대 영입에 성공하였다.